# ワナッチー (ワシントン州)
ワナッチー（Wenatchee 発音: [wɛˈnætʃiː]）は、アメリカ合衆国ワシントン州の都市。シェラン郡の郡庁所在地である。人口は3万5508人（2020年）。コロンビア川西岸にあり、対岸にはイーストワナッチーがある。

## 地理
シアトルの東200キロメートルに位置している。
アメリカ合衆国統計局によると、総面積19.0 km2 (7.3 mi2) である。このうち17.8 km2 (6.9 mi2) が陸地であり、1.2 km2 (0.4 mi2) (6.14%) が水地である。

## 人口
2000年の国勢調査では、人口27,856人、10,741世帯、6,884家族が暮らしている。人口密度は1,563.3/km2 (4,049.6/mi2) である。644.6/km2 (1,669.8/mi2) の平均的な密度に11,486軒の住宅が建っている。この都市の人種的な構成は白人80.93%、アフリカン・アメリカン0.39%、ネイティブ・アメリカン1.13%、アジア0.95%、太平洋諸島系0.13%、その他の人種13.99%、混血2.48%である。この人口の21.52%はヒスパニックまたはラテン系である。
全世帯のうち、18歳未満の子供と同居している世帯が33.4%、夫婦のみの世帯が49.4%、未婚女性の世帯が10.2%であり、35.9%は家族を持たない。個人名義の世帯主が30.1%、そのうち65歳以上が13.4%である。世帯ごとの平均人数は2.53人、家族ごとの平均人数は3.17人である。
18歳未満の未成年が27.4%、18歳以上24歳以下が10.0%、25歳以上44歳以下が28.3%、45歳以上64歳以下が19.3%、65歳以上が15.0%、平均年齢は34歳である。女性100人に対して男性は95.6人である。18歳以上の女性100人に対して男性は92.8人である。
この都市の世帯ごとの平均的な収入は34,897 USドルであり、家族ごとの平均的な収入は45,982 USドルである。男性は35,245 USドルに対して女性は26,062 USドルの平均的な収入がある。この都市の一人当たりの収入 (per capita income) は19,498 USドルである。人口の10.6%及び家族の15.3%の収入は貧困線以下である。全人口のうち18歳未満の19.7%及び65歳以上の5.7%は貧困線以下の生活を送っている。

## 気候
ケッペンの気候区分ではステップ気候に区分される。カスケード山脈の雨陰に当たるため降水量が少なく乾燥している。夏は特に乾燥し高温となる。
| ワナッチー (1971−2000)の気候    | ワナッチー (1971−2000)の気候 | ワナッチー (1971−2000)の気候 | ワナッチー (1971−2000)の気候 | ワナッチー (1971−2000)の気候 | ワナッチー (1971−2000)の気候 | ワナッチー (1971−2000)の気候 | ワナッチー (1971−2000)の気候 | ワナッチー (1971−2000)の気候 | ワナッチー (1971−2000)の気候 | ワナッチー (1971−2000)の気候 | ワナッチー (1971−2000)の気候 | ワナッチー (1971−2000)の気候 | ワナッチー (1971−2000)の気候 |
| 月                              | 1月                          | 2月                          | 3月                          | 4月                          | 5月                          | 6月                          | 7月                          | 8月                          | 9月                          | 10月                         | 11月                         | 12月                         | 年                           |
| ------------------------------- | ---------------------------- | ---------------------------- | ---------------------------- | ---------------------------- | ---------------------------- | ---------------------------- | ---------------------------- | ---------------------------- | ---------------------------- | ---------------------------- | ---------------------------- | ---------------------------- | ---------------------------- |
| 最高気温記録 °C （°F）          | 18 (65)                      | 19 (66)                      | 26 (78)                      | 34 (93)                      | 40 (104)                     | 42 (107)                     | 43 (110)                     | 41 (106)                     | 38 (101)                     | 32 (90)                      | 24 (76)                      | 19 (67)                      | 43 (110)                     |
| 平均最高気温 °C （°F）          | 1.7 (35.1)                   | 6 (42.8)                     | 12.7 (54.9)                  | 18.1 (64.6)                  | 22.8 (73.1)                  | 26.7 (80.1)                  | 31.1 (88.0)                  | 31.1 (88.0)                  | 25.4 (77.7)                  | 17.6 (63.7)                  | 7.8 (46.0)                   | 2.1 (35.7)                   | 16.93 (62.48)                |
| 日平均気温 °C （°F）            | −1.6 (29.2)                  | 1.7 (35.1)                   | 6.9 (44.4)                   | 11.5 (52.7)                  | 16.1 (60.9)                  | 19.9 (67.8)                  | 23.6 (74.4)                  | 23.2 (73.7)                  | 18.1 (64.5)                  | 11.3 (52.3)                  | 3.9 (39.1)                   | −0.8 (30.5)                  | 11.15 (52.05)                |
| 平均最低気温 °C （°F）          | −4.9 (23.2)                  | −2.6 (27.4)                  | 1.1 (33.9)                   | 4.9 (40.8)                   | 9.2 (48.6)                   | 13.1 (55.5)                  | 16.1 (61.0)                  | 15.7 (60.2)                  | 10.7 (51.2)                  | 4.9 (40.8)                   | 0.1 (32.2)                   | −3.8 (25.2)                  | 5.38 (41.67)                 |
| 最低気温記録 °C （°F）          | −27 (−17)                    | −28 (−18)                    | −15 (5)                      | −7 (20)                      | −3 (27)                      | 4 (39)                       | 4 (40)                       | 5 (41)                       | −6 (21)                      | −7 (19)                      | −18 (0)                      | −28 (−19)                    | −28 (−19)                    |
| 降水量 mm （inch）              | 34.3 (1.35)                  | 23.9 (0.94)                  | 16.3 (0.64)                  | 13 (0.51)                    | 13 (0.51)                    | 17.5 (0.69)                  | 7.6 (0.30)                   | 10.4 (0.41)                  | 10.2 (0.40)                  | 12.4 (0.49)                  | 34.5 (1.36)                  | 38.6 (1.52)                  | 231.7 (9.12)                 |
| 出典：NOAA (normals, 1971−2000) |                              |                              |                              |                              |                              |                              |                              |                              |                              |                              |                              |                              |                              |

## 有名人
- Bud Sagendorf（英語版）: カートゥーン作家。キング・フィーチャーズ・シンジケートによるポパイの制作に参加。
- タイラー・ファーラー: 自転車競技（ロードレース）選手。
- Brad Lamm（英語版）: ドラッグやアルコールの中毒に関する専門家。教育者。鎌倉市に住んでいたことがある。
- Kurt Schulz（英語版）: アメリカンフットボール選手。NFLではバッファロー・ビルズ、デトロイト・ライオンズに所属。
- Sammy Charles White（英語版）: 野球選手。メジャーリーグベースボールではボストン・レッドソックス、アトランタ・ブレーブス、フィラデルフィア・フィリーズに所属。
- クリス・デガーモ（英語版）: クイーンズライクのギタリスト。

## 姉妹都市
- 青森県黒石市, 日本
- 青森県三沢市, 日本
- ティンダ, ロシア連邦
- ヘレンベルク, ドイツ